# Psychotria pyramidalis
Psychotria pyramidalis är en måreväxtart som beskrevs av August Heinrich Rudolf Grisebach. Psychotria pyramidalis ingår i släktet Psychotria och familjen måreväxter. Inga underarter finns listade i Catalogue of Life.